# Криофиты
Криофиты (от греч. κρύος — холодный и φυτόν — растение) — холодолюбивые растения с высокой сухостойкостью, нормально развивающиеся при относительно низких температурах. Другими словами, это растения, которые приспособлены к росту в холодных (среднедекадные температуры вегетационного периода 0—10 °С) и сухих местах.
Вместе с психрофитами образуют растительный покров тундр, альпийских лугов, осыпей и скал высокогорных пустынь. Примерами криофитов являются некоторые виды подушкообразных растений высокогорий Памира, Тянь-Шаня, Тибета из рода терескен и акантолимон. Среди криофитов можно различать криомезоксерофиты (например, Chorispora sibiriса) и криоксерофиты (например, Acantholimon diapensiodes).
Криофиты в экологическом отношении очень близки к психрофитам и связаны с ними переходными формами. Это растения сухих и холодных местообитаний — сухих участков тундры, скал, осыпей. Обычно они рассматриваются и характеризуются вместе с психрофитами, поскольку у них много сходных морфологических и физиологических черт. Но среди криофитов есть и весьма своеобразные формы — это растения-подушки высокогорных холодных пустынь.
Александр Петрович Шенников относил к психрофитам виды, приспособленные к влажным и холодным местам проживания в северных широтах и высокогорьях, а криофитами считал виды также холодных, но сухих местообитаний, особенно сухих высокогорий. Но резкой границы между этими группами нет. Ксероморфная структура видов этих групп часто объясняется так называемой физиологической сухостью холодных почв.